# James H. O’Brien

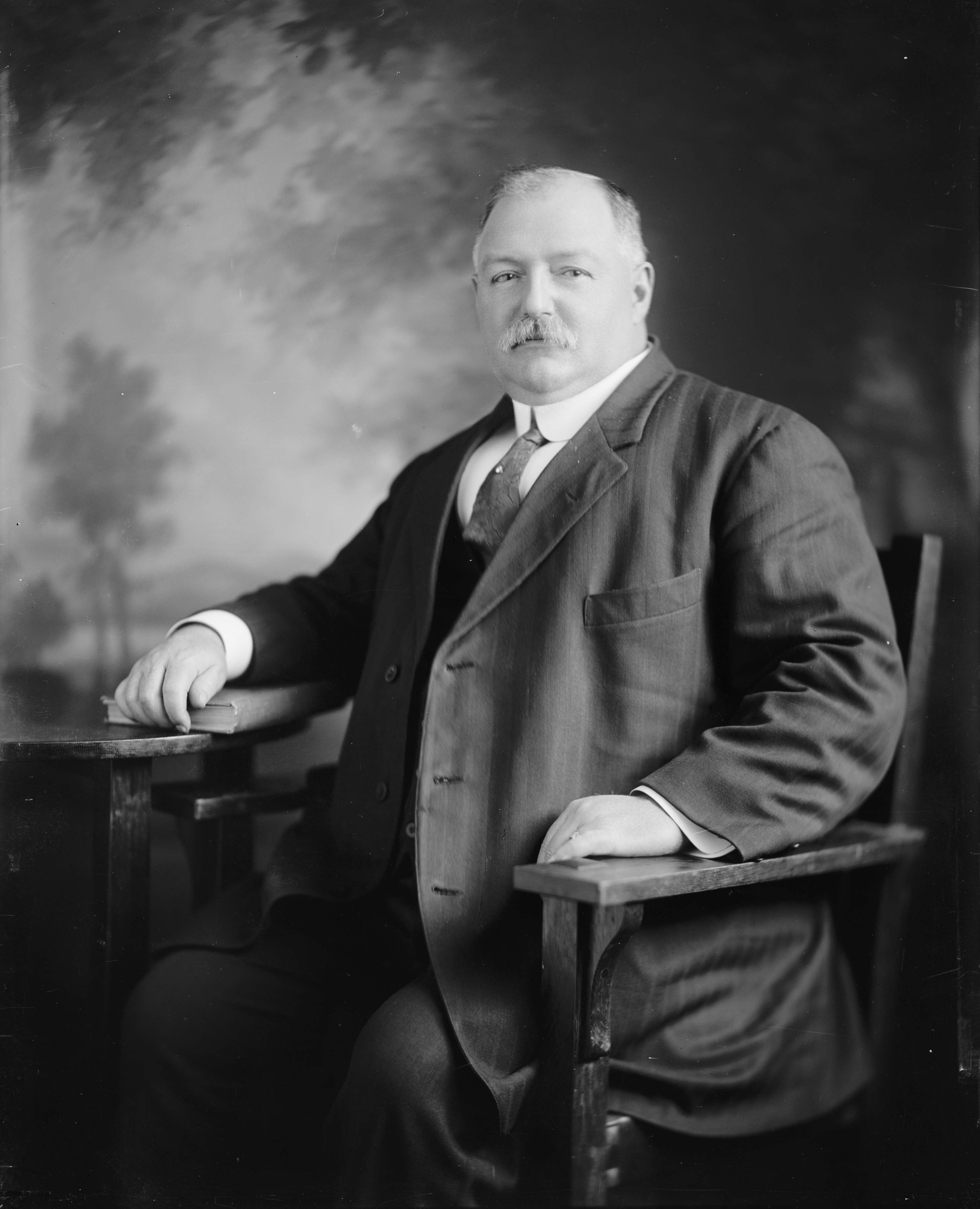
James H. O’Brien

James Henry O’Brien (* 15. Juli 1860 in Jamaica, New York; † 2. September 1924 in Brooklyn, New York) war ein US-amerikanischer Politiker. Zwischen 1913 und 1915 vertrat er den Bundesstaat New York im US-Repräsentantenhaus.

## Werdegang
James Henry O’Brien wurde ungefähr ein Jahr vor dem Ausbruch des Bürgerkrieges in Jamaica geboren und wuchs dort auf. In dieser Zeit besuchte er öffentliche Schulen und graduierte am Browne’s Business College in der damals noch eigenständigen Stadt Brooklyn. O’Brien arbeitete als Mechaniker und wurde Ingenieur. Er führte einen Maßstab (scale) und die Überkopfstraßenbahn in New York City ein. In den Jahren 1911 und 1912 saß er im Senat von New York. Politisch gehörte er der Demokratischen Partei an. Er nahm in den Jahren 1908, 1912 und 1916 an den Democratic National Conventions teil.
Bei den Kongresswahlen des Jahres 1912 für den 63. Kongress wurde er im neunten Wahlbezirk von New York in das US-Repräsentantenhaus in Washington, D.C. gewählt, wo er am 4. März 1913 die Nachfolge von Henry M. Goldfogle antrat. Da er auf eine erneute Kandidatur im Jahr 1914 verzichtete, schied er nach dem 3. März 1915 aus dem Kongress aus.
Nach seiner Kongresszeit nahm er wieder seine früheren Geschäfte auf. Er starb am 2. September 1924 in Brooklyn und wurde auf dem Holy Cross Cemetery beigesetzt.